# Будинок спіткань з історією
Будинок спіткань з історією (пол. Dom Spotkań z Historią) — муніципальна установа культури у Варшаві, Польща. Будинок спіткань з історією був заснований у 2006 році, і його діяльність зосереджена на свідченнях історії XX століття. Ідея створення установи була розроблена «Центром КАРТА» — неурядовою установою, що займається документуванням історії.
Основою діяльності Будинку спіткань з історією є мультимедійна виставка «Обличчя тоталітаризму», яка представляє тоталітарний досвід XX століття з кількох національних перспектив. Будинок пропонує також інші історичні виставки, кінопокази, зустрічі та дискусії.